# Voices (Disturbed-Lied)
Voices (englisch für Stimmen) ist ein Lied der US-amerikanischen Metal-Band Disturbed. Es wurde am 21. November 2000 über Giant Records veröffentlicht und ist die dritte Single des Debütalbums The Sickness.

## Inhalt
Voices ist ein Alternative-/Nu-Metal-Lied, das von den Bandmitgliedern Dan Donegan, David Draiman, Mike Wengren und Steve Kmak geschrieben wurde. Der Text ist in englischer Sprache verfasst. Voices ist 3:12 Minuten lang, wurde in der Tonart b-Moll geschrieben und weist ein Tempo von 110 BPM auf. Produziert wurde das Lied von Johnny K, der mit bürgerlichem Namen John Karkazis heißt. Aufgenommen wurde der Titel in den Groovemaster Studios in Chicago. Das Lied beschäftige sich mit dem Thema Wahnsinn und erforscht verschiedene Psychosen des Verstandes. In den frühen Tagen der Band nutzten Disturbed Voices als ersten Titel ihrer Konzerte. Sänger David Draiman wurde dabei in einer Zwangsjacke steckend und mit einem Maulkorb mundtot gemacht auf die Bühne gefahren. Er wurde dabei mit dem fiktiven Filmcharakter Hannibal Lecter aus Das Schweigen der Lämmer verglichen. Nach wenigen Sekunden konnte sich Draiman dann befreien und konnte das Lied aufführen.
Für das Lied wurde ein Musikvideo gedreht, bei dem Gregory Dark Regie führte. Der Protagonist ist auf dem Weg zur Arbeit und hört das Disturbed-Lied Stupify über seinen Walkman. Während der Arbeit wird er von seinen rücksichtslosen Arbeitskollegen und seinem überheblichen Chef schikaniert und denkt sich aus, wie er sich an ihnen rächen könnte. Dazwischen sieht man die Band bei einem Konzert. Während der Bridge sieht man, wie Sänger David Draiman auf den Protagonisten einredet, der daraufhin das Büro verlässt und das Konzert besucht. Voices war seinerzeit neben Stupify, Down with the Sickness und The Game einer von vier Kandidaten für die erste Single der Band.
Liveversionen des Liedes sind auf Disturbeds Livealbum Live at Red Rocks sowie auf der Kompilation Ozzfest: Second Stage Live zu hören.

## Rezeption
Marcus Schleutermann vom Magazin Rock Hard bezeichnete Voices als „gelungenen Opener“, der „Spaß macht“. Rezensent Axe Argonian vom Onlinemagazin Metalstorm bezeichnet Voices als „anständigen und einprägsamen Song“, der zeigt, „wie man Nu Metal korrekt machen kann“.
Das Magazine Loudwire veröffentlichte im Juli 2015 eine Liste der 15 besten Lieder von Disturbed. Dabei belegte Voices Platz zwölf. Im August 2016 veröffentlichte das Magazin Louder Sound eine Liste der zehn besten Lieder von Disturbed, in der Voices Platz zwei belegte.

## Kommerzieller Erfolg

### Chartplatzierungen
| ChartsChartplatzierungen     | Höchstplatzierung | Wochen |
| ---------------------------- | ----------------- | ------ |
| Vereinigtes Königreich (OCC) | 52 (2 Wo.)        | 2      |

Darüber hinaus erreichte Voices Platz 16 der Billboard Mainstream Rock Songs und blieb für 32 Wochen in diesen Charts, die Lieder der Anzahl der Radioübertragungen listet.

### Auszeichnungen für Musikverkäufe
| Land/Region               | Auszeichnungen für Musikverkäufe (Land/Region, Auszeichnung, Verkäufe) | Verkäufe |
| ------------------------- | ---------------------------------------------------------------------- | -------- |
| Vereinigte Staaten (RIAA) | Gold                                                                   | 500.000  |
| Insgesamt                 | 1× Gold ·                                                              | 500.000  |